# Protestos no Saara Ocidental em 2011
Protestos no Saara Ocidental em 2011 começaram em 25 de fevereiro de 2011 como uma reação ao fracasso da polícia em evitar saques anti-saarauis na cidade de Dakhla, Saara Ocidental, e se expandiram em protestos em todo o território. Estiveram relacionados com o acampamento de protesto Gdeim Izik, no Saara Ocidental, criados no outono anterior que resultou em violência entre militantes saarauis e forças de segurança marroquinas e apoiadores. Os protestos também tiraram inspiração da Primavera Árabe e das revoltas bem sucedidas na Tunísia e no Egito,  embora de acordo com alguns analistas, a Primavera Árabe propriamente dita não alcançou o Saara Ocidental. 
Nenhum protesto significativo seria relatado para além de maio de 2011, embora a cobertura da mídia internacional do Saara Ocidental seja incompleta na melhor das hipóteses.